# Combat de La Glisuelle

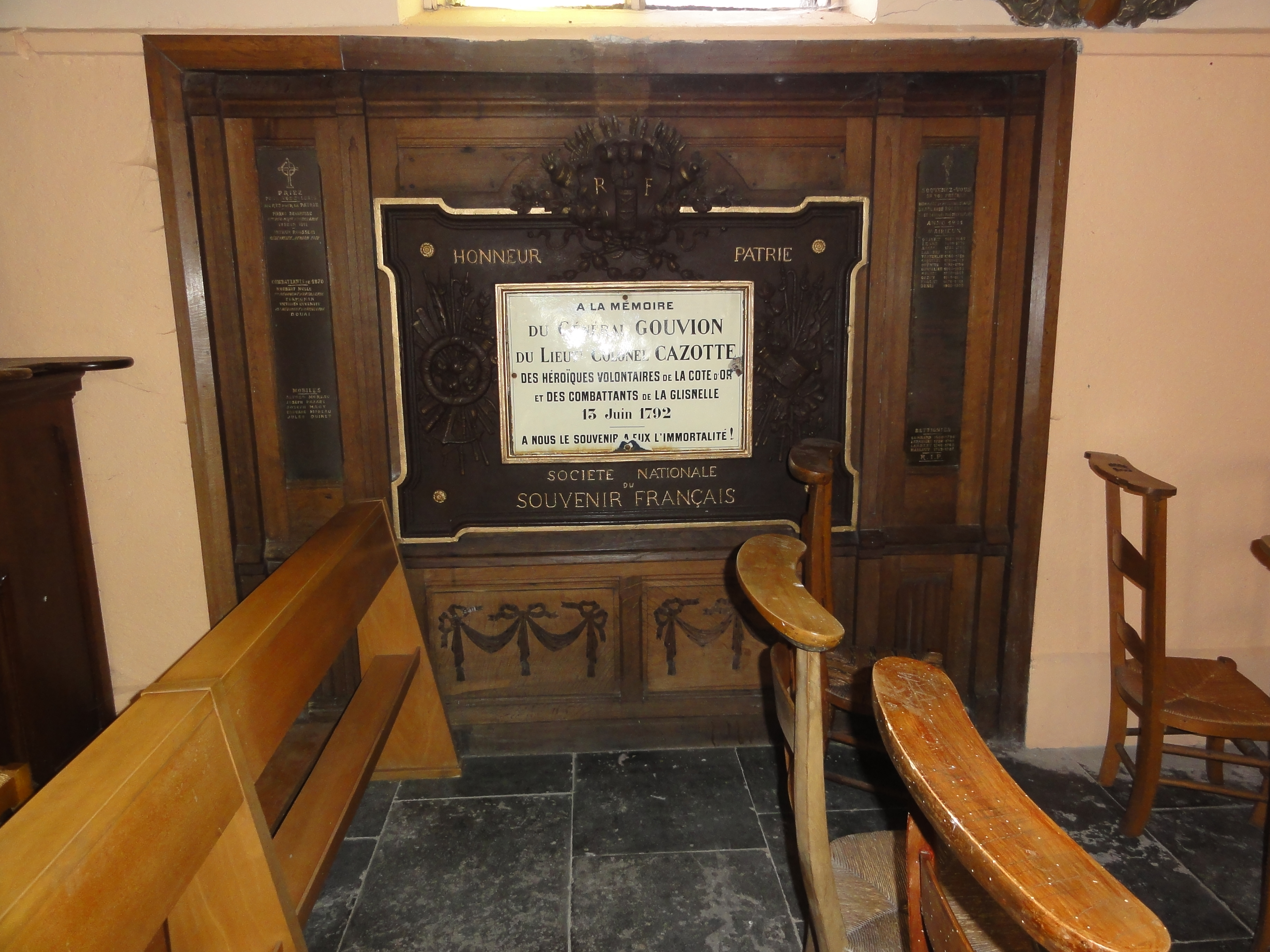
Monuments aux morts du Nord, Église Saint-André de Mairieux

Le combat de La Glisuelle est un combat qui eut lieu le 11 juin 1792 à quelques kilomètres au nord de Maubeuge entre l'avant-garde de l'armée de La Fayette et un corps d'Autrichiens, venus de Mons. Les Français furent durement touchés par les Autrichiens, beaucoup plus nombreux. Le commandant de l'avant-garde française, le maréchal de camp Jean-Baptiste Gouvion, fut tué d'un coup de canon et de nombreux volontaires du bataillon de la Côte-d'Or y périrent.

## Situation
Le combat eut lieu à proximité de la route de Mons au nord du village de La Glisuelle (aujourd'hui La Grisoëlle, dépendant de la commune de Mairieux).

## Déroulement
La Fayette s'était positionné dans le camp retranché de Maubeuge et avait envoyé son avant-garde, commandée par Jean-Baptiste Gouvion, à quelques kilomètres au nord en direction de Mons, où se trouvaient les Autrichiens. Cette avant-garde était forte d'environ trois mille hommes (quatre bataillons et quatre escadrons de cavalerie).
Les Français furent surpris de nuit par les Autrichiens, dont le nombre était plus de dix fois supérieur. Ils résistèrent vaillamment, mais Gouvion, ne voyant pas venir de secours de Maubeuge, décida la retraite. C'est à ce moment qu'il fut atteint mortellement.
Le 2e bataillon des volontaires de la Côte-d'Or, qui se trouvait en première ligne, fut décimé et ses deux lieutenants-colonels, Cazotte et Fondard, furent tués ainsi que plusieurs autres officiers. Parmi les survivants, il y avait deux autres bourguignons qui devinrent célèbres : le futur général Junot, qui fut grièvement blessé d'un coup de sabre à la tête, et le futur général Delaborde.

## Monument commémoratif
Un monument commémoratif fut élevé le long de la RN 2 (route de Mons) par la Société nationale du Souvenir français et inauguré le 1er juin 1913. Le monument a été conçu par l'architecte Jules Cattelain et porte un médaillon en bronze de Jean-Baptiste Gouvion par le sculpteur maubeugeois René Bertrand-Boutée. Une inscription rappelle le sacrifice des « héroïques volontaires de la Côte-d'Or » et de leurs chefs les lieutenants-colonels Cazotte et Fondard.